# 花園直道
花園 直道（はなぞの なおみち、1988年8月19日 - ）は、日本の舞踊家、歌手である。神奈川県出身。血液型O型。愛称は「なおちゃん」。

## 来歴・人物
- 幼少より坂東流に舞踊を学び、坂東蔦之龍の名取。14歳で津軽三味線を習い全国各地で公演。
- 現在はエンタメ舞踊集団『華舞斗KABUTO』を率いて活躍している。
- 2008年8月に、『花園直道with華舞斗』としてシングル『夢舞-YUMEMAI-（ゆめまい）』でCDデビュー。また、同曲の振り付けを真島茂樹が担当した。
- 2011年4月6日、徳間ジャパンコミュニケーションズより『古の花（いにしえのはな）／cw魂!!七変化』でメジャーデビュー。
- 2013年10月2日、徳間ジャパンコミュニケーションズより『じょんからロック／cw直道の仰げば尊し』リリース。
- 2015年4月8日、徳間ジャパンコミュニケーションズより『東京・ア・ゴーゴー／cw告白』リリース。
- 2019年7月10日、徳間ジャパンコミュニケーションズより『百花繚乱〜Blossom/cwきびなご☆レッツゴー』リリース。
- 2021年4月14日、徳間ジャパンコミュニケーションズより角田信朗とコラボ曲『希望の詩〜立ち上がれニッポン／cw春の宴・千年DANCE』リリース。
- デヴィ夫人は、花園に踊りの稽古をつけてもらっている。
- 実家暮らしである。
- 2016年11月 KKロングセラーズからエッセイ本『僕の、生きる道』を出版。

## 主な出演作品

### 主な出演舞台・出演コンサート
- 花園直道20thバースデーディナーショー（2008年8月　目黒雅叙園）
- 花園直道特別公演　百花繚乱 （2009年11月、中野サンプラザ、ソロライブ）
- 花園直道特別公演　春夏秋冬 （2010年5月、三越劇場、座長公演）
- 花園直道特別公演　百花繚乱2 （2011年1月、渋谷さくらホール）
- 花園直道特別公演　百花撩乱3 （2011年10月、渋谷伝承ホール）
- 花園直道Xmasディナーショー（2011年12月、新宿京王プラザ）
- 花園直道特別公演　(2012年3月、グリーンホール相模大野）
- 花園直道特別公演　百花撩乱4 （2012年11月、中野サンプラザ特別公演）
- 花園直道特別公演　百花繚乱in金沢（2013年7月、北国新聞赤羽ホール）
- 花園直道特別公演　百花撩乱５（2013年11月、渋谷伝承ホール）
- 花園直道特別公演inLA（2014年4月）ARMSTRONG THEATRE）
- 花園直道の世界（2015年5月、中野サンプラザ）
- 花園直道Birthday Dinner Show　日舞×ヴォーカル「花園直道の世界」（2015年8月26日、ホテル椿山荘東京プラザ5階「オリオン」）
- 花園直道特別公演inLA『HANABI』（2015年10月 日米アラタニ劇場）
- 花園直道ChristmasDinnerShow（2015年12月ホテルイースト東京２１）
- 原田ヒロシ流行歌考（2004年〜2008年、　レギュラー出演 横浜三吉演芸場）
- 北岡ひろしコンサート(2006年9月、中野サンプラザ)
- キムヨンジャコンサート（2007年6月、フランス・パリ日仏会館）
- キムヨンジャコンサート（2007年9月、NHKホール）
- 月がとっても青いから（2009年3月、銀座博品館劇場）
- 多岐川舞子コンサート（2009年9月、銀座博品館劇場）
- 川中美幸特別公演 （2012年11月、明治座、オンステージ・ゲスト）
- 川中美幸特別公演 （2012年11月、新歌舞伎座、オンステージ・ゲスト）
- LOVE LOVE de SHOW vol.4 PASSION KURENAI（2013年10月9日〜14日、銀座博品館劇場）
- CLASSICAL NEO FANTAZY SHOW『THE SHINSENGUMI』Sword Dance 〜剣、烈風の如く、真空に舞う〜 作演出：荻田浩一（2013年12月4日〜10日、東京・銀河劇場／2013年12月20日〜21日、大阪・サンケイホールブリーゼ）
- 演歌男子 夏祭りLIVE（2014年８月原宿クエストホール）
- 舞台ヤジキタ！喜多八役

2014年12月
渋谷区文化総合センター大和田さくらホール
- SHUNPU Gaiden～春風外伝～徳川吉宗役（2015年4月銀座博品館劇場）
- 綺譚『桜の森の満開の下』桜の精役（2015年５月兵庫県立芸術文化センター阪急中ホール）春秋座　豊島区立舞台芸術交流センターあうるすぽっと）
- 演歌男子フェスティバル（2015年8月渋谷公会堂）
- ROCK BALLET『義経〜悲しき愛と美しい死の物語』源頼朝役（2015年9月六行会ホール）
- 伍代夏子 藤あや子新春特別公演 ゲスト出演（2016年1月明治座）
- JUNK☆KABUKI！-The show must go on!!-主演(2016年10月CBGKシブゲキ!!）
- 花園直道×パクジュニョン 日韓夢のコラボレーション『IT'S SHOWTIME』2017年4月(渋谷区文化総合センター大和田伝承ホール）
- 花園直道スーパー日舞2017

大阪(エルセラーンホール
鹿児島(川内文化ホール
- *花園直道×パクジュニョン

日韓夢のコラボレーション
『IT'S SHOWTIME』2017年4月(渋谷区文化総合センター大和田伝承ホール）
- 舞台『北斗の拳-世紀末ザコ伝説-』

メインキャスト・ザコ役　2017年9月(シアターGロッソ）
- 花園直道新春特別公演in町田2018年1月

(町田市民ホール）
- 花園直道百花繚乱華FUBUKI2018年2月

(日本特殊陶業市民会館フォレストホール）
- スーパー日舞　花園直道特別公演2018年3月

(有楽町よみうりホール ）
(藤沢市民会館大ホール）
- 花園直道×パクジュニョン 日韓夢のコラボレーション『IT'S SHOWTIME 2』2018年7月(渋谷区文化総合センター大和田伝承ホール）
- 花園直道Birthday Dinner Show2018

（2018年8月3日、ホテル椿山荘東京）
- 花園直道百花繚乱華FUBUKI2018年9月

野田市文化会館）成田国際文化会館）大垣市民会館）
- 花園直道夢舞LIVE VOL61

（2018年12月内幸町ホール）
- 花園直道百花繚乱華FUBUKIツアー

（2019年1月柏市民文化会館）サンシティ越谷市民ホール）（君津市民文化ホール）（市原市市民会館）（豊田市民文化会館）大ホール（アイプラザ豊橋）（相模女子大学グリーンホール）（習志野文化ホール）
（岡崎市民会館）あおいホール　
（一宮市民会館）（豊田市民文化会館）（刈谷市総合文化センター）大ホール　（松山市民会館）大ホール

## 作品

### シングル
1. 夢舞-YUMEMAI／悲しみの星が降る／
  - 2008年8月8日発売 / アメージングDC
2. 古の花／魂!!七変化
  - 2011年4月7日発売 / 徳間ジャパンコミュニケーションズ
3. じょんからロック／直道の仰げば尊し
  - 2013年10月6日発売 / 徳間ジャパンコミュニケーションズ
4. 東京・ア・ゴーゴー／告白
  - 2015年4月8日発売 / 徳間ジャパンコミュニケーションズ

- 2019年7月10日、徳間ジャパンコミュニケーションズより『百花繚乱〜Blossom/cwきびなご☆レッツゴー』リリース。
- 2021年4月14日、徳間ジャパンコミュニケーションズより角田信朗とコラボ曲『希望の詩〜立ち上がれニッボン／cw春の宴・千年DANCE』リリース。

### アルバム
1. じょんからロック／東京・ア・ゴーゴー／魂!!七変化
  - 2017年4月19日発売 / 徳間ジャパン

## テレビ
- 大河ドラマ『軍師官兵衛』 - 柴田勝政 役 (NHK総合テレビ)